# Adolph Wegelin
Adolph Wegelin (24. listopadu 1810, Kleve – 18. ledna 1881, Kolín nad Rýnem) byl německý malíř architektury.

## Životopis
Adolph Wegelin studoval na düsseldorfské umělecké akademii, kde se zabýval krajinomalbou a malbou budov. Zabýval se zobrazováním středověkých staveb v Porýní; snažil se o komplexnost a technickou věrnost.
Jeho práce bylo poprvé představena v letech 1831 a 1832 na výstavách v Düsseldorfu a Berlíně, kde byla velmi dobře přijata. Roku 1835 podnikl cestu do Norimberka a Mnichova, kde ho ovlivnili Friedrich Hoffstadt a mnichovská Gesellschaft für deutsche Alterthumskunde zu den drei Schilden.
V roce 1837 se Wegelin přestěhoval do Kolína, kde od roku 1842 na zakázku Fridricha Viléma IV. namaloval řadu akvarelů a olejomaleb s architektonickou tematikou. Později byl jmenován dvorním malířem. Pro královskou sbírku namaloval mnoho děl s motivy z Nizozemska a Belgie.
Během stavby kolínského dómu zhotovil Wegelin řadu akvarelů zobrazující různé prvky stavby.

## Galerie

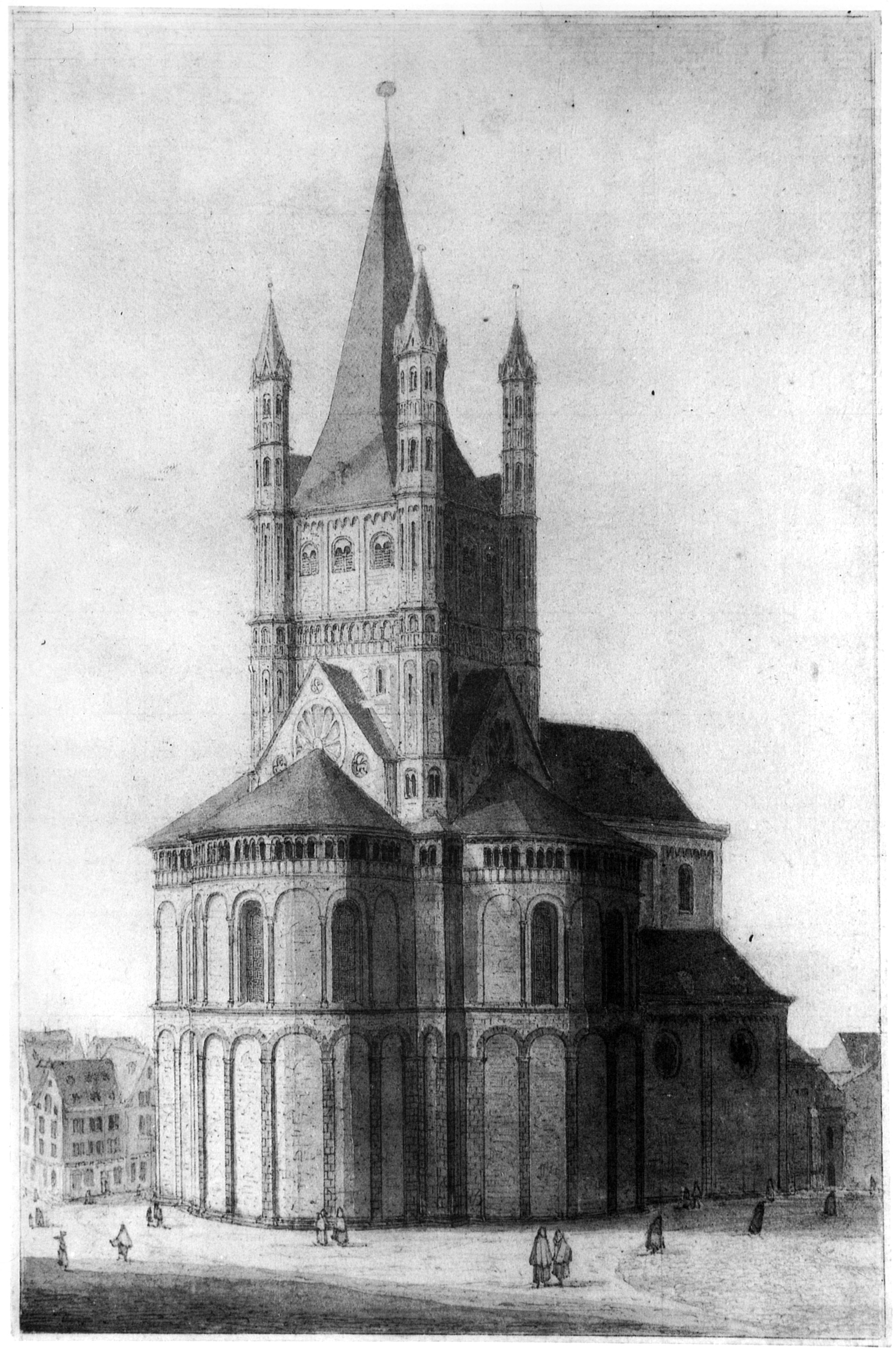
Kostel sv. Martina v Kolíně
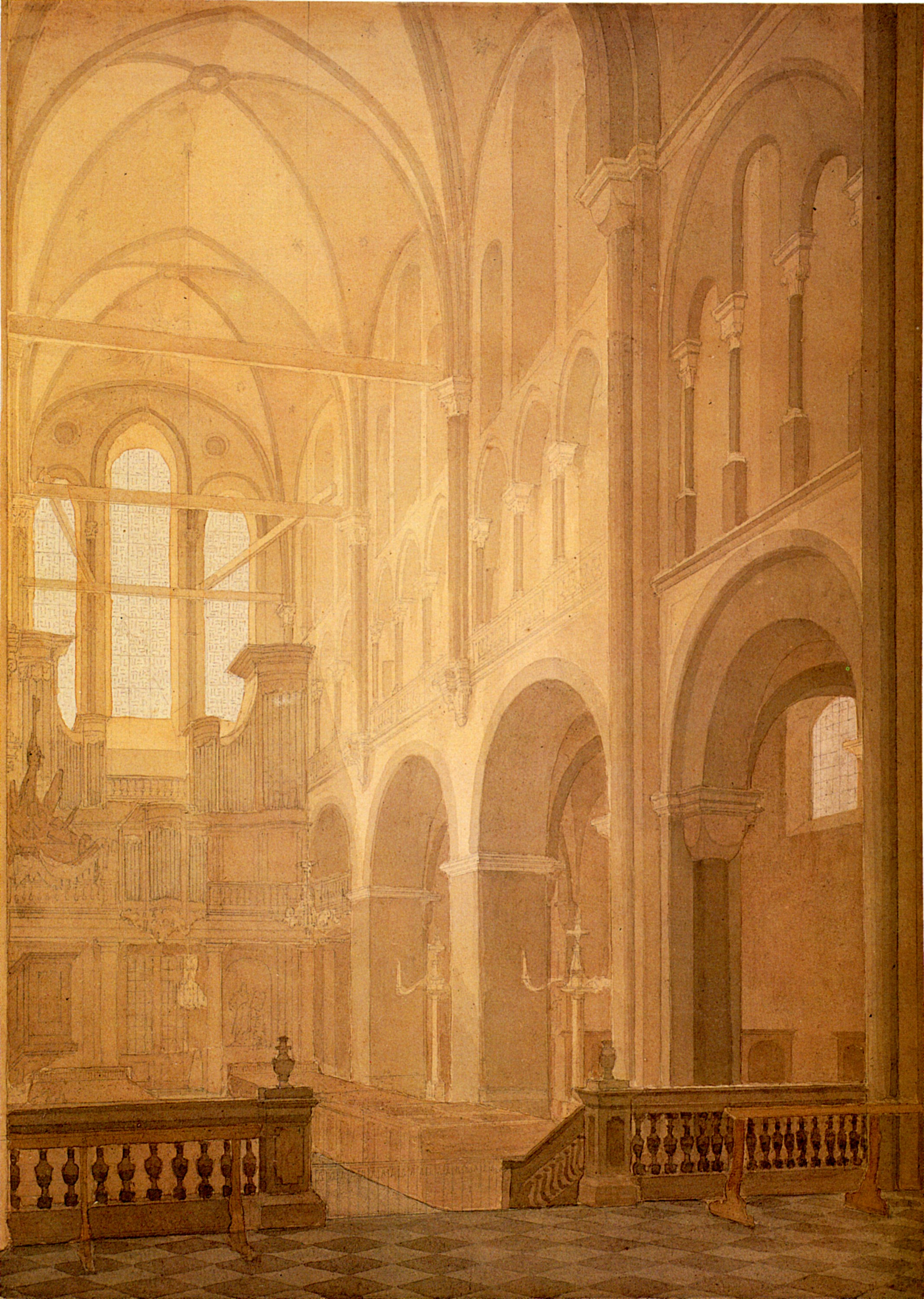
Kostel sv. Martina v Kolíně
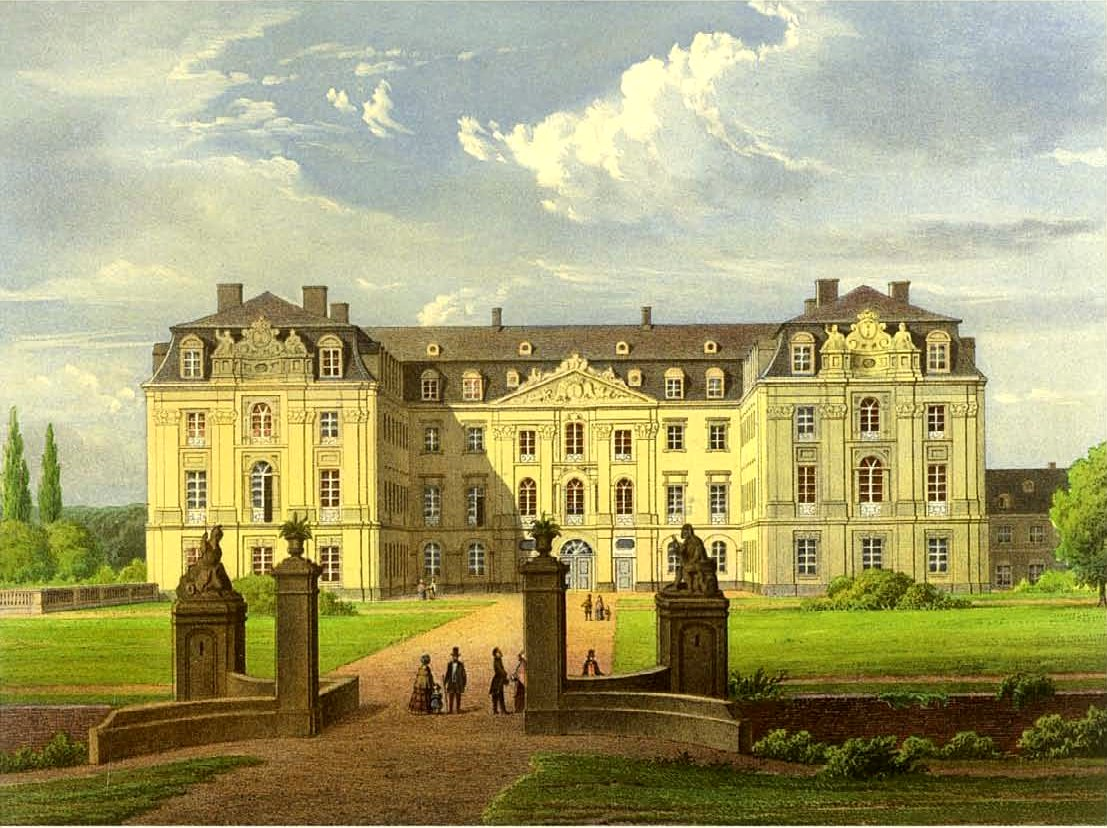
Zámek Augustusburg
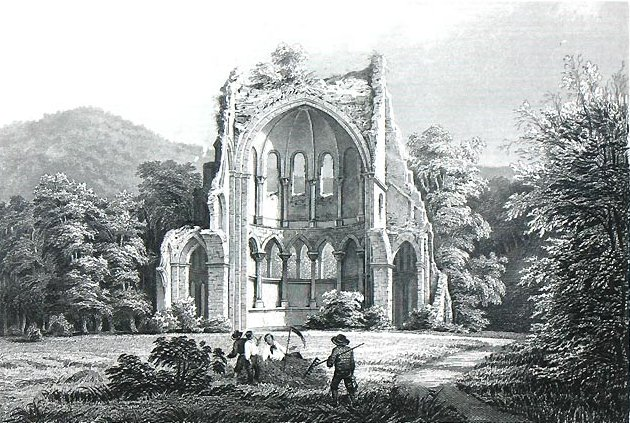
Ruina chóru, Heisterbach